# Ezra Sambu
Ezra Kenyoke Sambu  (né le 4 septembre 1978) est un athlète kényan, spécialiste du 400 mètres. 

## Biographie
Il remporte la médaille d'or du 400 mètres lors des Jeux africains de 2003, à Abuja au Nigeria, dans le temps de 44 s 98.
En 2004, il se classe deuxième des championnats d'Afrique, à Brazzaville en République du Congo, derrière le Mauricien Éric Milazar. Il atteint les demi-finales du 400 m lors des Jeux olympiques d'Athènes.

### Palmarès
| Date | Compétition            | Lieu        | Résultat | Épreuve | Performance |
| ---- | ---------------------- | ----------- | -------- | ------- | ----------- |
| 2003 | Jeux africains         | Abuja       | 1er      | 400 m   | 44 s 98     |
| 2004 | Championnats d'Afrique | Brazzaville | 2e       | 400 m   | 45 s 33     |

### Records
| Épreuve | Performance | Lieu    | Date            |
| ------- | ----------- | ------- | --------------- |
| 400 m   | 44 s 43     | Nairobi | 26 juillet 2003 |